# Moses Hart
Pour les articles homonymes, voir Hart.
Moses Hart (1768 - 1852) était un homme d'affaires canadien et seigneur, fils aîné d'Aaron Hart.

## Biographie
Moses Hart est né à Trois-Rivières le 26 novembre 1768 d'Aaron Hart et Dorothea Judah.
Il fut candidat à l'Assemblée législative du Bas-Canada, en essayant de suivre les traces de son frère Ezekiel. Il a investi dans des banques (dont la Hart's Bank) et a eu une carrière réussie, en particulier dans le domaine du transport maritime. En 1824, il a acheté un navire, le Telegraph, de John Molson, et en 1833 il a investi conjointement avec John Miller pour acheter le Lady Aylmer. Il a donné sa part de ce dernier navire à son fils adoptif Alexander Thomas Hart. Il a continué dans le secteur du transport maritime avec son fils Alexander Thomas et avec son neveu Ira Craig Hart. Il décède le 15 octobre 1852.